# Episodi di Quell'uragano di papà (prima stagione)
La prima stagione della serie televisiva Quell'uragano di papà è stata trasmessa negli Stati Uniti dal 17 settembre 1991 al 5 maggio 1992.
In Italia è andata in onda per la prima volta a partire dal 5 novembre 1995 su Rai 2, ogni domenica alle 16:40.
| nº | Titolo originale                   | Titoli italiano                | Titoli italiano                     | Prima TV USA      | Prima TV Italia  |
| nº | Titolo originale                   | Disney Channel / DVD           | Disney+                             | Prima TV USA      | Prima TV Italia  |
| -- | ---------------------------------- | ------------------------------ | ----------------------------------- | ----------------- | ---------------- |
| 1  | Pilot                              | Fai da te non fa per te        | Home Improvement (Pilota)           | 17 settembre 1991 | 5 novembre 1995  |
| 2  | Mow Better Blues                   | Il giardiniere della notte     | Il blues del tagliaerba             | 24 settembre 1991 |                  |
| 3  | Off Sides                          | Una partita magica             | Fuorigioco                          | 1º ottobre 1991   |                  |
| 4  | Satellite on a Hot Tim's Roof      | L'antenna sul tetto che scotta | L'antenna sul tetto che scotta      | 8 ottobre 1991    |                  |
| 5  | Wild Kingdom                       | Metti paura alla paura         | Il regno selvaggio                  | 15 ottobre 1991   |                  |
| 6  | Adventures in Fine Dining          | Questione di etichetta         | Avventure gastronomiche             | 22 ottobre 1991   |                  |
| 7  | Nothing More Than Feelings         | La spia che venne dall'olio    | Nient'altro che sentimenti          | 29 ottobre 1991   | 10 dicembre 1995 |
| 8  | Flying Sauces                      | Il genio dei castighi          | Salse volanti                       | 5 novembre 1991   |                  |
| 9  | Bubble, Bubble, Toil and Trouble   | Il bagno indistruttibile       | Un lavandino impegnativo            | 19 novembre 1991  |                  |
| 10 | Reach Out and Teach Someone        | Metamessaggio                  | Corso di idraulico                  | 26 novembre 1991  |                  |
| 11 | Look Who's Not Talking             | Il tanto aspirato discorso     | Senti chi non parla                 | 10 dicembre 1991  | 17 dicembre 1995 |
| 12 | Yule Better Watch Out              | Magia di Natale                | Le luci di Natale                   | 17 dicembre 1991  | 24 dicembre 1995 |
| 13 | Up Your Alley                      | Sfida all'ultimo birillo       | Sfida al bowling                    | 7 gennaio 1992    |                  |
| 14 | For Whom the Belch Tolls           | Birra e musica                 | Fino all'ultimo rutto               | 14 gennaio 1992   |                  |
| 15 | Forever Jung                       | Tim testa dura                 | Per sempre Jung                     | 21 gennaio 1992   |                  |
| 16 | Jill's Birthday                    | Il compleanno di Jill          | Il compleanno di Jill               | 4 febbraio 1992   |                  |
| 17 | What About Bob?                    | Il pioniere del fai da te      | Cosa fare con Bob?                  | 11 febbraio 1992  | 3 marzo 1996     |
| 18 | Baby, It's Cold Outside            | Ma che freddo fa!              | Tesoro, fa freddo là fuori          | 18 febbraio 1992  | 10 marzo 1996    |
| 19 | Unchained Malady                   | Aglio e napello                | La catena di Sant'Antonio           | 25 febbraio 1992  | 17 marzo 1996    |
| 20 | Birds of a Feather Flock to Taylor | Messaggi discreti              | La casetta per uccelli              | 3 marzo 1992      |                  |
| 21 | A Battle of Wheels                 | Spazio vitale                  | Una battaglia di ruote              | 17 marzo 1992     | 31 marzo 1996    |
| 22 | Luck Be a Taylor Tonight           | Quercia con recinto            | La fortuna di chiamarsi Taylor      | 7 aprile 1992     |                  |
| 23 | Al's Fair in Love and War          | Uomini sensibili               | Tutto è lecito in amore e in guerra | 28 aprile 1992    |                  |
| 24 | Stereo-Typical                     | Metal-rock                     | Lo stereo della discordia           | 5 maggio 1992     |                  |

## Fai da te non fa per te / Home Improvement (Pilota)
- Titolo originale: Pilot
- Diretto da: John Pasquin
- Scritto da: Carmen Finestra, David McFadzean e Matt Williams

### Trama
Dopo che Jill ha detto esplicitamente a Tim di non toccare la lavastoviglie, lui la rompe cercando di potenziarla, rendendola una lavastoviglie più "da uomo". Jill ha un colloquio di lavoro, ma non viene assunta e Tim cerca di consolarla, riuscendo solo a peggiorare le cose. Dopo aver parlato con Wilson, Tim ci riprova e ha successo.
- Guest star: Pamela Anderson (Lisa), John Cothran (Phil)

## Il giardiniere della notte / Il blues del tagliaerba
- Titolo originale: Mow Better Blues
- Diretto da: John Pasquin
- Scritto da: Elliot Stern

### Trama
Dopo aver rotto la chiave dinamometrica di Tim, proprietà della famiglia da 20 anni, Mark teme di essere scambiato dopo che Brad e Randy inventano una storia su "Peter", il loro ex fratello che è stato scambiato dopo aver rotto una delle torce elettriche di Tim.

## Una partita magica / Fuorigioco
- Titolo originale: Off Sides
- Diretto da: John Pasquin
- Scritto da: Marley Sims

### Trama
Non riuscendo a trovare una babysitter, Jill incarica un mago chiamato Sir Larry Houdini di guardare i bambini mentre lei e Tim escono per una cena romantica. Tuttavia, Tim è troppo distratto da una partita di football per prestarle attenzione. Intanto, i bambini chiudono il mago in un baule durante un trucco di magia... con risultati inaspettati.
- Guest star: Eric Christmas (Sir Larry Houdini), John Marshall Jones (Rick), Rudolph Willrich (Franco), Deborah Lacey (Alice)

## L'antenna sul tetto che scotta
- Titolo originale: Satellite on a Hot Tim's Roof
- Diretto da: John Pasquin
- Scritto da: Allison M. Gibson

### Trama
Tim installa un'antenna satellitare, ma nel frattempo Jill riceve la visita di un altro uomo che l'aiuta con il suo curriculum. Tim è ansioso e continua a controllarli mentre lavorano. Ma l'uomo ha qualcosa da ammettere prima che Tim lasci la stanza.
- Guest star: Sam McMurray (Rondall Kittleman), Pamela Anderson (Lisa), Rocky Giordani (Fattorino #1), Bari K. Willerford (Fattorino #2)

## Metti paura alla paura / Il regno selvaggio
- Titolo originale: Wild Kingdom
- Diretto da: John Pasquin
- Scritto da: Susan Estelle Jansen

### Trama
Mentre lavora nel seminterrato, Tim sente degli strani rumori. È un topo o uno spaventoso serpente strisciante?
- Guest star: Stephen Root (Disinfestatore), Pamela Anderson (Lisa), Adam Wylie (Jimmy Wagner), Rickey Collins (Lupetto scout #1), Everett Wong (Lupetto scout #2), Cody Burger (Lupetto scout #3)

## Questione di etichetta / Avventure gastronomiche
- Titolo originale: Adventures in Fine Dining
- Diretto da: John Pasquin
- Scritto da: Peter Tolan

### Trama
Jill non crede che Tim sia in grado di insegnare ai ragazzi le buone maniere e a liberarsi delle loro disgustose bizzarrie. Quindi, Jill fa una scommessa con Tim, e quando arriva la resa dei conti, Jill è molto sorpresa da quello che vede.

## La spia che venne dall'olio / Nient'altro che sentimenti
- Titolo originale: Nothing More Than Feelings
- Diretto da: John Pasquin
- Scritto da: Peter Tolan

### Trama
Jill guida con la spia dell'olio accesa e Tim pensa che lei non abbia rispetto per l'auto. Lei parla del suo problema su Tool Time e due altri uomini condividono le bizzarrie delle rispettive mogli, ma, come al solito, Tim esagera.
- Guest star: Art LaFleur (Jim), Ron Taylor (Kyle), Tudi Roche (Membro del pubblico)

## Il genio dei castighi / Salse volanti
- Titolo originale: Flying Sauces
- Diretto da: John Pasquin
- Scritto da: Billy Riback e Elliot Stern

### Trama
La K&B Edilizia sono invitati a Tool Time per mostrare come cucinare piatti gourmet sul lavoro. Usando gli attrezzi, cucinano delle delizie. Jill è stufa che Brad e Randy escludano Marc e parla loro. Brad e Randy dicono a Mark che loro, Tim e Jill, sono degli alieni. Mark si vendica quando Tim e Jill si vestono da alieni e spaventano Brad e Randy.
- Guest star: Pamela Anderson (Lisa), Mickey Jones (Pete Bilker), Gary McGurk (Dwayne Hoover), Casey Sander (Rock Lannigan), Ray Baker (Membro del pubblico)

## Il bagno indistruttibile / Un lavandino impegnativo
- Titolo originale: Bubble, Bubble, Toil and Trouble
- Diretto da: John Pasquin
- Scritto da: Susan Estelle Jansen

### Trama
Tim decide di installare un altro lavandino in bagno per non disturbare Jill sporcando quando si fa la barba, ma il progetto richiede più tempo del previsto.
- Guest star: Al Fann (Felix Myman), Gary Bayer (Operaio #1), Dorien Wilson (Operaio #2)

## Metamessaggio / Corso di idraulico
- Titolo originale: Reach Out and Teach Someone
- Diretto da: John Pasquin
- Scritto da: Allison M. Gibson

### Trama
Tim decide di fare uno special di Tool Time per insegnare i lavori idraulici alle donne. Dopo che Randy gli ha dato dell'idiota, Brad teme di ottenere pessimi risultati in un esame.
- Guest star: Ja'net DuBois (Judith Potter), Jennifer Nash (Greta Post), Carol Mansell (Rose)

## Il tanto aspirato discorso / Senti chi non parla
- Titolo originale: Look Who's Not Talking
- Diretto da: John Pasquin
- Scritto da: Billy Riback

### Trama
Jill ha l'ansia da palcoscenico quando deve fare un discorso davanti alle donne dell'Associazione della Biblioteca. Tim e Mark si vestono da donne per aiutarla a superare le proprie paure.
- Guest star: Pamela Anderson (Lisa), Shawn Shea (Stage manager)

## Magia di Natale / Le luci di Natale
- Titolo originale: Yule Better Watch Out
- Diretto da: John Pasquin
- Scritto da: Billy Riback

### Trama
Tim partecipa alla gara di luci di Natale del quartiere. Mark scrive la lettera a Babbo Natale, ma Brad e Randy gli dicono che Babbo Natale è morto.
- Guest star: Pamela Anderson (Lisa), David Warshofsky (Vigile del fuoco #1), Gary Bayer (Vigile del fuoco #2)

## Sfida all'ultimo birillo / Sfida al bowling
- Titolo originale: Up Your Alley
- Diretto da: John Pasquin
- Scritto da: Billy Riback e Elliot Stern

### Trama
Tim e Jill giocano insieme a bowling cercando di mantenere la partita amichevole, finché non arrivano i ragazzi di K&B edilizia. I ragazzi si mettono nei guai in una sala giochi.
- Guest star: Casey Sander (Rock Lannigan), Mickey Jones (Pete Bilker), Gary McGurk (Dwayne Hoover), Lewis Dix Jr. (Roger), Sean Baca (Chuck), Nicholas Shields (Manager)

## Birra e musica / Fino all'ultimo rutto
- Titolo originale: For Whom the Belch Tolls
- Diretto da: John Pasquin
- Scritto da: Sheila M. Anthony

### Trama
Jill non vuole Stu Cutler, un vecchio amico del college di Tim, in casa. Quindi Tim cerca di tenerlo lontano, ma quando cede e Stu entra in casa, insulta Tim e Jill e rutta con i ragazzi.
- Guest star: Christopher McDonald (Stu Cutler), Pamela Anderson (Lisa)

## Tim testa dura / Per sempre Jung
- Titolo originale: Forever Jung
- Diretto da: John Pasquin
- Scritto da: Carmen Finestra, David McFadzean e Matt Williams

### Trama
Karen va a trovare la famiglia e Tim deve affrontarla, Jennifer invita Brad all'anniversario dei suoi genitori, quindi Jill gli insegna a ballare.
- Guest star: Betsy Randle (Karen Kelly), Jessica Wesson (Jennifer Sudarsky)

## Il compleanno di Jill
- Titolo originale: Jill's Birthday
- Diretto da: John Pasquin
- Scritto da: Rosalind Moore

### Trama
Tim regala a Jill l'iscrizione a vita a un centro benessere, finché lei non dice che non si allenerà mai più. Brad e Randy spendono tutti i loro soldi in una figurina del baseball, quindi esigono da Mark una "tassa fraterna" per comprare un regalo a Jill.
- Guest star: Patrick T. O'Brien (Eugene 'Ink' Ingram), Jeannine Renshaw (Joan), Gloria Dorson (Sig.ra Chapman), Nancy Wagner (Venditrice #1), Sarah Pasquin (Venditrice #2), Greg Harms (Cameraman)

## Il pioniere del fai da te / Cosa fare con Bob?
- Titolo originale: What About Bob?
- Diretto da: John Pasquin
- Scritto da: Susan Estelle Jansen

### Trama
Tim bara per battere Bob Vila, l'ospite di Tool Time, in un quiz. Randy fa uno scherzo a Curtis, un secchione della scuola.
- Guest star: Bob Vila (sé stesso), Aaron Freeman (Curtis), Pamela Anderson (Lisa), Noble Willingham (John Binford), CCH Pounder (Assistente)

## Ma che freddo fa! / Tesoro, fa freddo là fuori
- Titolo originale: Baby, It's Cold Outside
- Diretto da: John Pasquin
- Scritto da: B. K. Taylor

### Trama
È il fine settimana di San Valentino e Tim prepara una fuga romantica con Jill. Poi, su Tool Time, vengono mostrate delle attrezzature da campeggio e Tim dice di voler andare in campeggio con la sua famiglia. Allora il sig. Binford costringe Tim ad andare in campeggio quel fine settimana e Jill non ne è molto contenta.
- Guest star: Pamela Anderson (Lisa), Jessica Wesson (Jennifer Sudarsky), Noble Willingham (John Binford)

## Aglio e napello / La catena di Sant'Antonio
- Titolo originale: Unchained Malady
- Diretto da: John Pasquin
- Scritto da: Billy Riback

### Trama
Tim riceve per posta la lettera di una catena di Sant'Antonio e alla fine scopre che è stata inviata da Al. Tim butta via la lettera ed eventi sfortunati si susseguono per tutto l'episodio. Randy distrugge la sua nuova moto dopo essere stato sfidato a fare un'acrobazia.
- Guest star: George Foreman (se stesso), Betsy Randle (Karen Kelly), Pamela Anderson (Lisa)

## Messaggi discreti / La casetta per uccelli
- Titolo originale: Birds of a Feather Flock to Taylor
- Diretto da: John Pasquin
- Scritto da: Marley Sims

### Trama
Jill dice a Tim che non sa ascoltare quando non si ricorda che lei gli ha parlato della raccolta di fondi per l'opera. Brad e Randy cercano di far mangiare un verme a Mark mentre lavorano alla costruzione di una casetta per uccelli.
- Guest star: Jack Elam (Hick Peterson), Pamela Anderson (Lisa), Earl Billings (Mike), Ernest Borgnine (Eddie Phillips)

## Spazio vitale / Una battaglia di ruote
- Titolo originale: A Battle of Wheels
- Diretto da: John Pasquin
- Scritto da: Laura Eve Anderson

### Trama
Jill mette la sua ruota per ceramica in garage, ma Tim non apprezza. In seguito, lui rompe la prima creazione di Jill, facendola infuriare. Nel frattempo, Al dice a Tim che fare il presentatore è facilissimo, quindi Tim lascia provare Al, che scopre che non è facile quanto pensasse.
- Guest star: Pamela Anderson (Lisa)

## Quercia con recinto / La fortuna di chiamarsi Taylor
- Titolo originale: Luck Be a Taylor Tonight
- Diretto da: John Pasquin
- Scritto da: Allison M. Gibson e Marley Sims

### Trama
Al e Robin, la sorella di Jill, rovinano la serata di Poker di Tim.
- Guest star: Amy Ryan (Robin), Tom Verica (Charlie), Raye Birk (Fred), Pamela Anderson (Lisa), Vic Stagliano (Buttafuori)

## Uomini sensibili / Tutto è lecito in amore e in guerra
- Titolo originale: Al's Fair in Love and War
- Diretto da: John Pasquin
- Scritto da: Elliot Stern

### Trama
Al prova a chiedere di uscire a Greta Post, ma ogni volta che ci prova combina un disastro. Dopo che Jill ha trovato il suo vecchio diario, Tim vuole leggerlo. Tim nota che Brad si comporta in modo diverso quando c'è Jennifer.
- Guest star: Jennifer Nash (Greta Post), Jessica Wesson (Jennifer Sudarsky), Pamela Anderson (Lisa), Pearl Shear (Signora anziana)

## Metal-rock / Lo stereo della discordia
- Titolo originale: Stereo-Typical
- Diretto da: John Pasquin
- Scritto da: Carmen Finestra, David McFadzean e Matt Williams

### Trama
Tim e Jill litigano per il volume dello stereo, finché l'amplificatore non esplode.
- Guest star: Gary McGurk (Dwayne Hoover), Casey Sander (Rock Lannigan), Mickey Jones (Pete Bilker), Pamela Anderson (Lisa), Janeen Rae Heller (se stessa), John 'Juke' Logan (se stesso)